# Olla de pressió

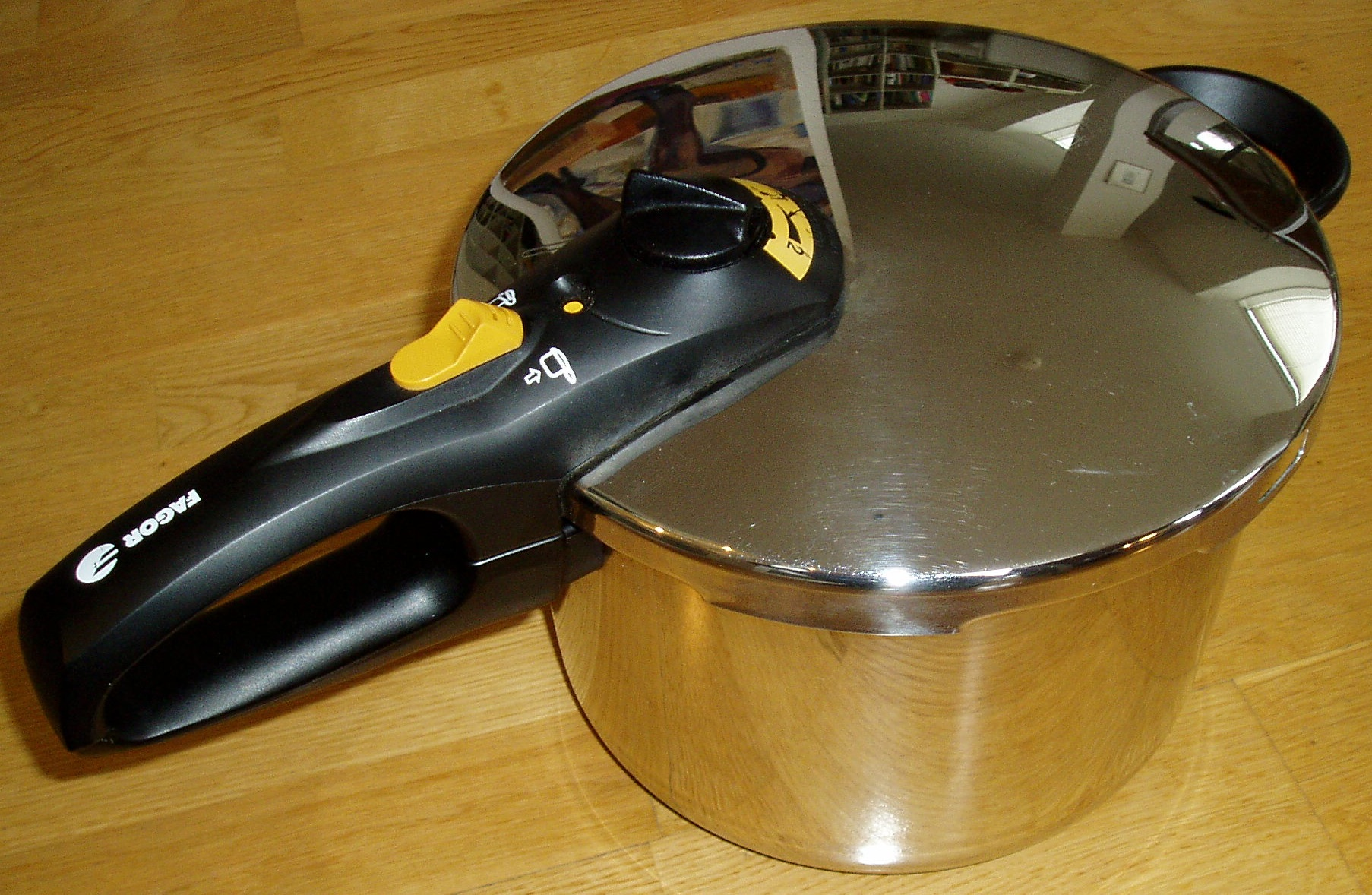
Una olla de pressió

L'olla de pressió és un recipient per a cuinar, amb un tancament hermètic que reté el vapor. El vapor fa augmentar la pressió dintre de l'olla, la qual cosa evita que la temperatura quedi estacionada en la d'ebullició de l'aigua (100 °C al nivell del mar) i pugi més, obtenint així una més gran rapidesa en la cocció dels aliments. Incorpora una vàlvula que deixa escapar el vapor quan s'ha arribat a una pressió determinada, i també una altra de seguretat per a evitar que l'excés de pressió, si fallés la primera, pogués fer esclatar l'olla.

## Història i evolució
El 1679, el físic i matemàtic anglo-francès Denis Papin (1647-1712) va inventar una olla de vapor amb una vàlvula de seguretat —que en va dir digesteur— en la qual l'aigua bullia a una alta temperatura de manera que la carn i els altres aliments podien coure's en menys temps que en les olles convencionals usades en aquells temps. Va presentar el seu invent en la Royal Society de Londres en l'any 1681, però la novetat no va prosperar i va quedar com un estudi científic més. No obstant això aquest treball li va servir perquè fos admès com membre d'aquesta societat científica. Caldria esperar fins al segle xx perquè es fes realitat l'invent i es fabriquessin olles de pressió.

Esquema de funcionament de la vàlvula de seguretat. En condicions normals la molla manté la vàlvula tancada. A mesura que l'olla s'escalfa la pressió interior augmenta empenyent la vàlvula fins que la aixeta queda lliure possibilitant la sortida dels gasos (aire i vapor d'aigua) a l'exterior i limitant la pressió en l'interior. La petita grandària de l'orifici de sortida és responsable de la característic xiulet de les olles antigues.

La primera patent es va a concedir a l'estat espanyol, en 1919, quan Jose Alix Martínez va fabricar un model de cocció ràpida al que va anomenar olla express.
Un altre patent es va concedir a França, en 1948, quan M. Devedjian va fabricar un model de cocció ràpida que anomenà cocotte minute. El 1952 George Laverne va perfeccionar l'invent amb un nou model d'olles de gran capacitat (300 litres) que tenien un sistema de tancament especial. Aquest model va tenir un gran èxit i el va adquirir l'armada francesa.
A l'any següent, el 1953, surt a la llum la supercocotte SEB (Societé d'Emboutissage de Bourgogne) fabricada pels germans Lescure. El 1954 la patent SEB es comercialitza a Espanya amb el nom de SEB-MAGEFESA i les olles es fabriquen en un taller de ferreteria situat en Algorta.
A partir de 1978 les olles de pressió es fan cada vegada més completes i ràpides, perfeccionant els mecanismes de tancament i de seguretat, proporcionant així una major pressió i una cocció més ràpida. El que més ha evolucionat és la vàlvula de seguretat. Els últims models duen un sistema anomena Food Control que a més d'indicar la pressió evacua l'oxigen de l'interior de l'olla. A l'indicar l'absència de pressió la persona que manipula l'olla sap que pot obrir-la amb tota seguretat, i en cuinar sense oxigen s'aconsegueix que els aliments conservin intactes les seves propietats i el seu color natural.

## Funcionament

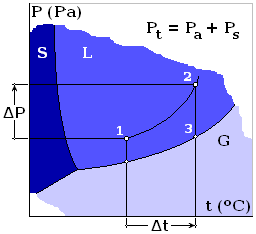
Les condicions de pressió i temperatura a l'interior de l'olla de pressió (1→2) impedeixen l'ebullició del líquid, Llevat que es refredi ràpidament el vapor d'aigua provocant un ràpida davallada de la pressió (2→3).

En contra del que es creu, a l'interior d'una olla de pressió l'aigua no arriba mai a bullir, ja que s'accelera la cocció per simple augmentació de la temperatura de l'aigua.
Si s'observa el diagrama de la figura, l'ebullició s'assolirà sempre que s'obtingui de sobrepassar la dita «línia de líquid», que separa les zones de líquid (L) i gas (G) en el diagrama termodinàmic. Nogensmenys, quan es tanca la tapadora de l'olla la majoria del gas contingut en el seu interior serà aire i no pas vapor d'aigua. Així la pressió a l'interior sempre serà deg, d'una banda, a la suma de què prové del vapor d'aigua, la quantitat del qual es va apujant a mesura que augmenta la temperatura per efecte de l'evaporació. I de l'altra, a la pressió parcial responsable de l'escalfament progressiu de l'olla que fa que la pressió a l'interior s'allunyi més i més de la de saturació, cosa que impedeix l'ebullició de l'aigua a l'interior de l'olla. És a dir, la línia de líquid no es talla mai per la línia 1→2 que representa l'evolució de les condicions de pressió i temperatura a l'interior de l'olla.
De la mateixa manera, una vegada arribada la màxima pressió que determina la vàlvula (pel seu pes o per una molla) a l'interior de l'olla no poden modificar-se. Mantenir-la a foc fort no accelera pas la cocció sinó que simplement augmenta l'evaporació d'aigua i les pèrdues de vapor a través de la vàlvula.
Excepcionalment es pot produir l'ebullició amb un refredament ràpid de la barreja d'aire i vapor d'aigua, per exemple, si es vol obrir ràpidament l'olla i es posa sota un doll d'aigua. Aquest doll d'aigua refreda les parets del recipient provocant la condensació del vapor d'aigua i una ràpida baixa de la pressió a l'interior de l'olla de manera que arriba a la línia de líquid (2→3). En aquest cas arriba l'ebullició sobtada de l'aigua, amb una virulència que pot provocar fins i tot que el líquid s'escapi per la junta d'estanquitat del recipient o la vàlvula mateixa. Passa la mateixa cosa si l'olla s'obre quan encara és a pressió amb el risc de sofrir cremades per les esquitxades de líquid calent o de vapor.
Els escaladors també empren olles de pressió per a cuinar, ja que d'una altra manera la cocció dels aliments és molt difícil. A l'altura del nivell del mar la pressió atmosfèrica és de l'atmosfera i la temperatura d'ebullició, la màxima que es pot atènyer en una cassola oberta, és de 100 °C. Tanmateix a més altitud la pressió atmosfèrica és menor i, per tant, la temperatura d'ebullició de l'aigua disminueix. Aquest fet va ser descrit per Charles Darwin en el seu Viatge del Beagle: 
«A l'indret on dormíem l'aigua bullia necessàriament a una temperatura més baixa que no pas a una altitud més baixa a causa de la disminució de la pressió atmosfèrica, sent doncs el cas oposat a l'olla de Papin. Així, les patates, després d'estar-se diverses hores coent en aigua, eren gairebé com al començament. Es van deixar fins i tot les patates al foc durant tota la nit i bullides de nou l'endemà al matí, i encara no eren cuites. Vaig recordar això mentre sentia discutir els meus companys sobre la causa d'allò; ells havien arribat a la conclusió que les maleïdes patates no eren per coure.»
Curiosament, a més altitud, més ràpidament es cou en una olla de pressió, ja que si el punt de partida (1) és més baix, la línia 1→2 arribarà a una major temperatura quan l'olla assoleixi la màxima pressió.